# Clube Atlético Catarinense (Criciúma)
O Clube Atlético Catarinense é um clube de futebol brasileiro, sediado em Criciúma, Santa Catarina. Suas cores são vermelho, verde e branco.

## História
Fundado em 20 de março de 2020, com vistas a ser o primeiro clube da cidade de São José à disputar a Série C do catarinense, representando a cidade no cenário estadual Herdando a vaga do Curitibanos.
Já no seu primeiro ano de existência faturou o Campeonato Catarinense da Série C e além disso o acesso à Série B de 2021 do campeonato estadual.
Em 2022, conquistou acesso ao Campeonato Catarinense de 2023 após vencer o Inter de Lages por 2 a 1, perdendo a final para o Criciúma, após empatar na ida por 0 a 0, e perder na volta por 1 a 0.
Em 2023 o clube foi rebaixado no Campeonato Catarinense. O time de São José conquistou apenas um ponto na competição. Foram 11 jogos e 10 derrotas, sofrendo 20 gols e marcando apenas dois.
Em fevereiro de 2024, sem apoio local e correndo risco de fechar as portas, o clube anunciou que mudou sua sede para o sul do estado, na cidade de Criciúma, numa parceria com o Próspera.

## Títulos
| ESTADUAIS | ESTADUAIS                        | ESTADUAIS | ESTADUAIS  |
|           | Competição                       | Títulos   | Temporadas |
|           | Campeonato Catarinense - Série C | 1         | 2020       |
| --------- | -------------------------------- | --------- | ---------- |

### Campanhas de destaque
- Vice-Campeão Catarinense Série B: 2022

## Estatísticas

### Participações
|  | Participações em 2025 |

| Competição     | Competição             | Temporadas | Melhor campanha     | Estreia | Última | P | R |
| Santa Catarina | Campeonato Catarinense | 1          | 12° lugar (2023)    | 2023    | 2023   |   | 1 |
| Santa Catarina | Série B                | 3          | Vice-campeão (2022) | 2021    | 2024   | 1 | 1 |
| Santa Catarina | Série C                | 1          | Campeão (2020)      | 2020    | 2025   | 1 |   |

## Uniformes

### Uniformes atuais
- Primeiro uniforme: Camisa vermelha, calção vermelho e meias vermelhas;
- Segundo uniforme: Camisa branca, calção branco e meias brancas.

| Primeiro | Segundo |

### Uniformes anteriores

#### 2020
| Primeiro | Segundo |